# Zeeanemonen
Zeeanemonen (Actiniaria) zijn genoemd naar de bloem anemoon. Zij vormen een orde uit de onderklasse van de Hexacorallia van de klasse der bloemdieren (Anthozoa).

## Kenmerken
Het zijn meestal solitaire poliepen zonder skelet, met tentakels waarop zich netelcellen bevinden. De tentakels gebruiken ze om voedsel te vangen. Hun onderkant is geschikt om zich in te graven (bijvoorbeeld in zand), of om zich met een zuigvoet vast te hechten op een harde ondergrond. Met de zuigvoet kunnen zij zich ook verplaatsen. Zoöxanthellen komen bij vele soorten voor.
Sommige kunnen zich door deling vegetatief voortplanten.

## Verspreiding en leefgebied
Het merendeel van de zeeanemonen vinden we in kustwateren, poelen en spleten van rotskusten waar zij levende prooien vangen.
In 2024 zouden verschillende bedrijven kunnen beginnen aan  mijnbouwprojecten in de diepzee. De ecologische schade aan de habitat van de zeeanemonen is gevaarlijk groot.

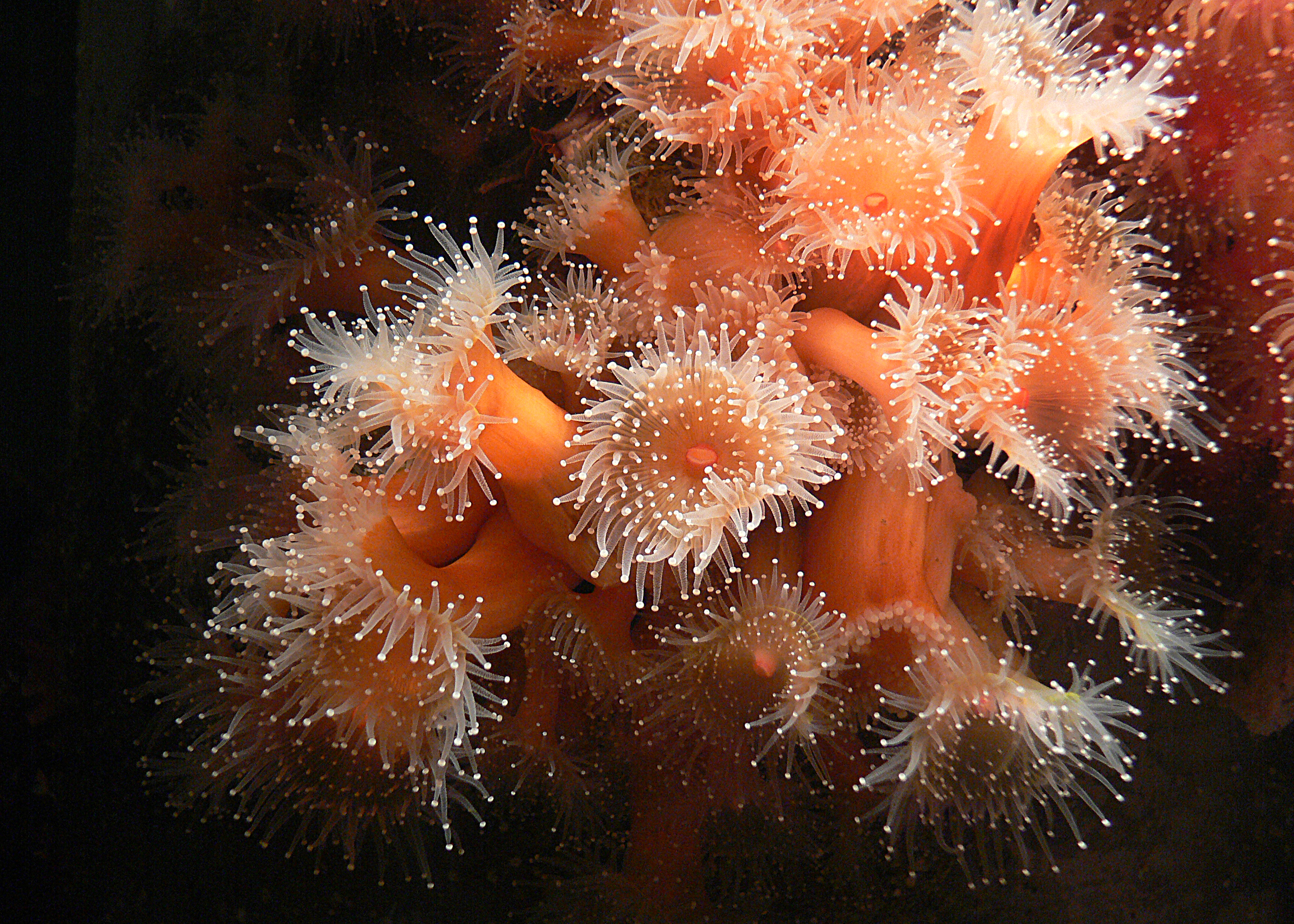
Zeeanemonen nabij Pacific Grove
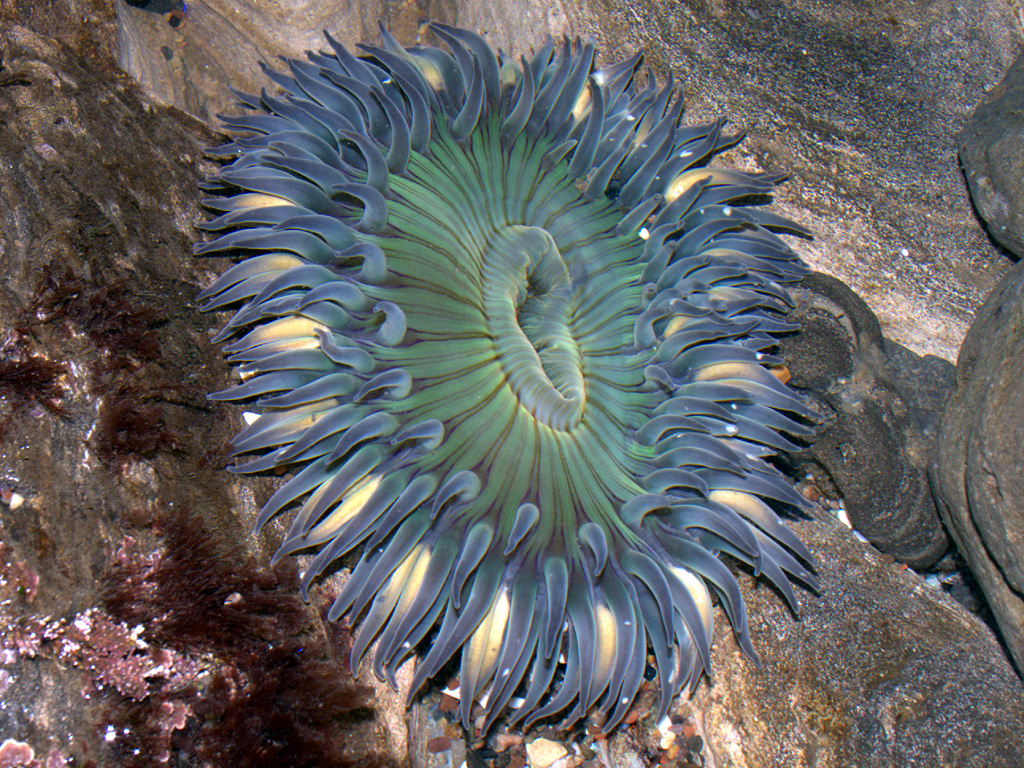
Zeeanemoon in Tidal Pool, Shell Beach, Californië
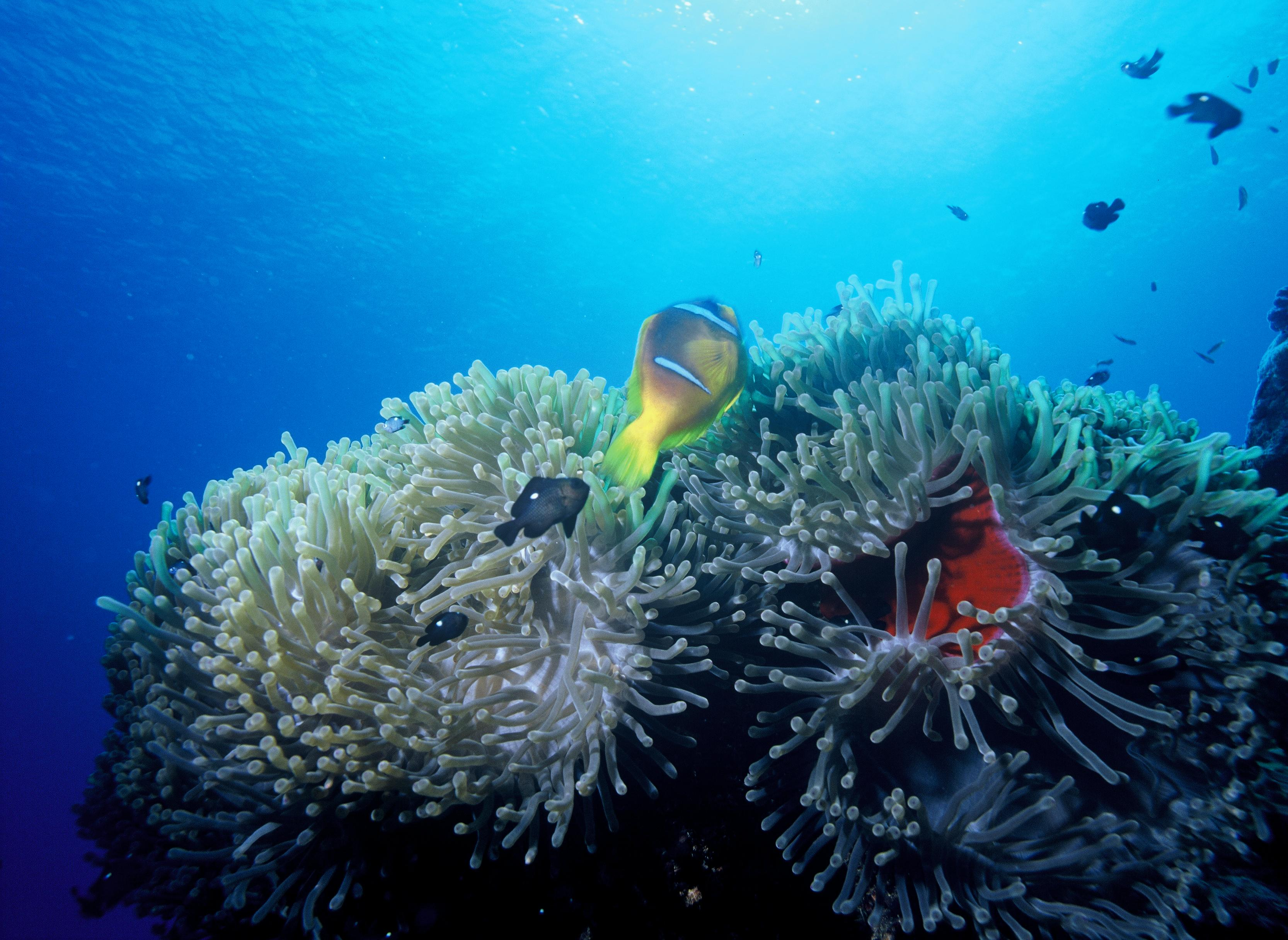
Tweeband anemoonvis (Amphiprion bicinctus) uit de Rode Zee met zijn gastanemoon. De anemoonvis gebruikt de giftige tentakels als bescherming

## Symbiose
Sommige anemonen leven in symbiose. De bekendste symbiose is die met clownvisjes (Amphiprion spp.) en met sommige heremietkreeften waarbij de anemoon in ruil voor bescherming voedingsresten aangeboden krijgt. Een anemoon als de wasroos leeft in symbiose met bepaalde garnalen en grondels.

## Soorten
Bekende soorten voor de Belgische en Nederlandse kusten zijn onder andere de paardenanemoon (Actinia equina), de slibanemoon (Sagartia troglodytes), de zeedahlia (Urticina felina), en de zeeanjelier (Metridium senile). Zie bijvoorbeeld veel bijzondere soorten:https://coralandfishstore.nl/nl/koralen/zeeanemonen/

## Orde Actiniaria

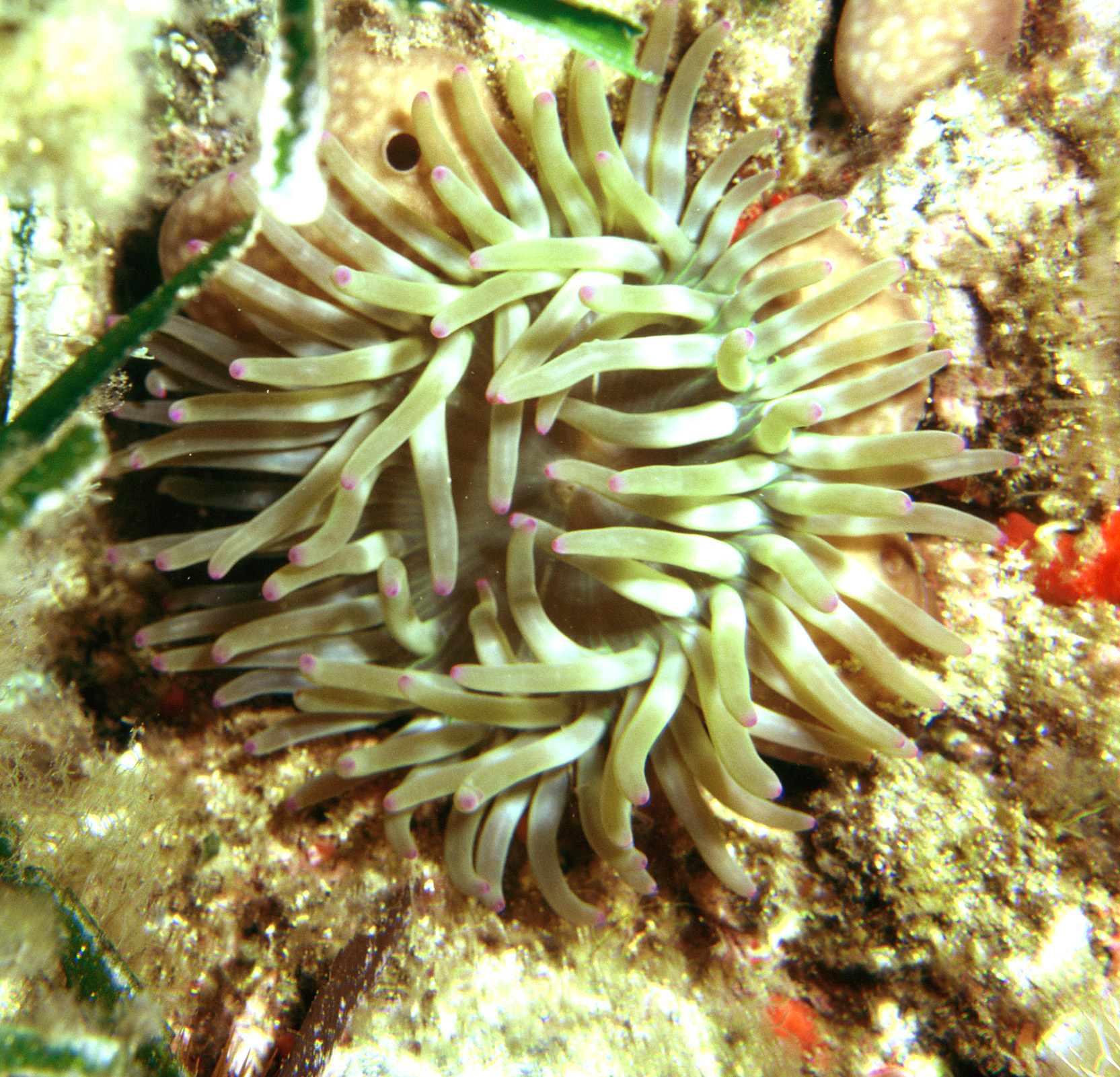
Soort van de familie Actiniidae

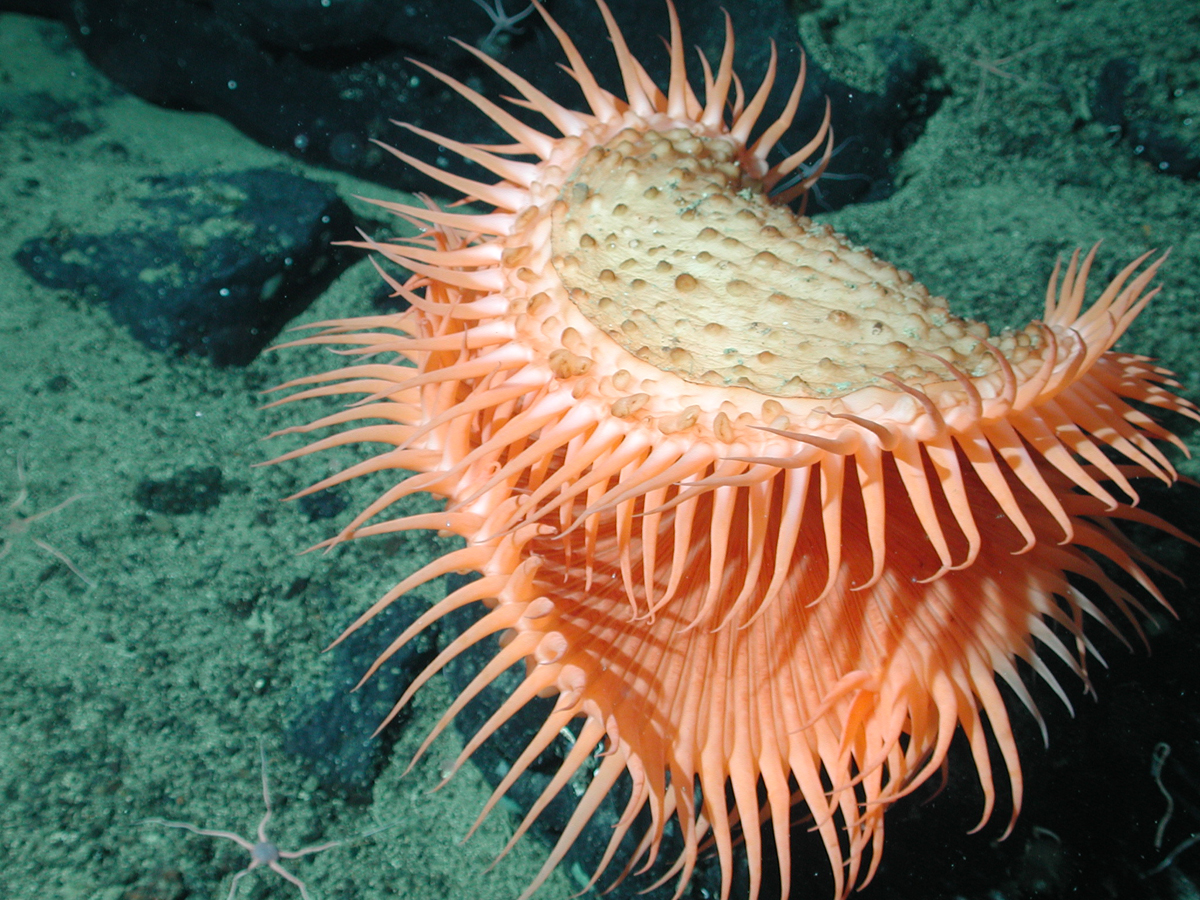
Soort van de familie Hormathiidae

- Suborde Endocoelantheae
  - Familie Actinernidae
  - Familie Halcuriidae
- Suborde Nynantheae
  - Infraorde Athenaria
    - Familie Andresiidae
    - Familie Andvakiidae
    - Familie Edwardsiidae
    - Familie Galatheanthemidae
    - Familie Halcampidae
    - Familie Halcampoididae
    - Familie Haliactiidae
    - Familie Haloclavidae
    - Familie Ilyanthidae
    - Familie Limnactiniidae
    - Familie Octineonidae

  - Infraorde Boloceroidaria
    - Familie Boloceroididae
    - Familie Nevadneidae

  - Infraorde Thenaria
    - Familie Acontiophoridae
    - Familie Actiniidae
    - Familie Actinodendronidae
    - Familie Actinoscyphiidae
    - Familie Actinostolidae
    - Familie Aiptasiidae
    - Familie Aiptasiomorphidae
    - Familie Aliciidae
    - Familie Aurelianiidae
    - Familie Bathyphelliidae
    - Familie Condylanthidae
    - Familie Diadumenidae
    - Familie Exocoelactiidae
    - Familie Haliplanellidae
    - Familie Hormathiidae
    - Familie Iosactiidae
    - Familie Isanthidae
    - Familie Isophelliidae
    - Familie Liponematidae
    - Familie Metridiidae
    - Familie Minyadidae
    - Familie Nemanthidae
    - Familie Paractidae
    - Familie Phymanthidae
    - Familie Sagartiidae
    - Familie Sagartiomorphidae
    - Familie Stichodactylidae
    - Familie Thalassianthidae
- Suborde Protantheae
  - Familie Gonactiniidae
- Suborde Ptychodacteae
  - Familie Preactiidae
  - Familie Ptychodactiidae